# Prunus kansuensis
Prunus kansuensis är en rosväxtart som beskrevs av Alfred Rehder. Prunus kansuensis ingår i släktet prunusar, och familjen rosväxter. Inga underarter finns listade i Catalogue of Life.